# Петро Куркевич
Петро Куркевич (Piotr Kurkiewicz, 1966 р.н. м.Познань, Польща) — священник чернечого римо-католицького ордену капуцинів, є засновником християнського руху Школа Християнського життя і Євангелізації, реколекціоніст, публіцист, популярний духівник.

## Біографія
Народився 28 серпня 1966 р. м. Познань, Польща. В 1986 р. вступив до чернечого римо-католицького ордену капуцинів, у 1992 р. склав вічні обіти, у священики був посвячений у 1993 р. у цьому ж році починає працювати в м. Старокостянтинів (Україна), за рік стає настоятелем у Парафії Матері Божої Ангельської (м. Вінниця), у 1996 р. призначений настоятелем римо-католицької парафії у м. Красилів, проте згодом відмовляється від керування парафією на користь реколекціної та євангелізаційної діяльності, в результаті якої у 1998 р. формується Школа Християнського життя і Євангелізації, з 2013 року співпрацює з Радіо Марія в Україні.

## Діяльність
1. Директор Школи Християнського життя і Євангелізації (філії в 14 країнах Європи та в США)[4]
2. Експерт у програмі «Школа християнського життя», автор та ведучий програми «Кава з капуцином» на Радіо марія в Україні
3. Куратор реабілітаційного центру алко- та наркозалежних Центр соціальної допомоги «Ісуса Агнця Божого»
4. Душпастирська діяльність у Парафії Найсвятішого Серця Ісуса (м.Красилів) та Парафії Марії Матері Церкви (м.Київ)